# Hans Kindermann (Jurist)
Hans Kindermann (* 10. Februar 1922 in Teplitz-Schönau, Tschechoslowakei; † 3. November 2018) war ein deutscher Jurist.
Im Bundesliga-Skandal 1971 war Hans Kindermann Vorsitzender des DFB-Kontrollausschusses (seit 1963) und übernahm in dieser Funktion die Untersuchung des Skandals. Von den Medien als „DFB-Chefankläger“ tituliert, klärte er die Affäre auf, in der teils drakonische Strafen gegen die Beteiligten ausgesprochen wurden. Kindermann galt als geradliniger und gnadenloser Hüter des Regelwerks. Durch seine Verfahrensweise erlangte er in Fußballkreisen Achtung, aber selten Sympathie. Bisweilen erhielt Kindermann Drohanrufe und -briefe. Er verfolgte und überwachte das Geschehen in der Bundesliga meist am Fernsehgerät, selten im Stadion.
Im bürgerlichen Leben war Hans Kindermann Richter, zuletzt an der 5. Großen Strafkammer des Landgerichts Stuttgart. 
1992 erhielt er das Bundesverdienstkreuz I. Klasse. Im Oktober 1992 verließ er den DFB-Kontrollausschuss. Kindermann war Ehrenmitglied des Deutschen Fußball-Bundes.